# Mamadou Ouédraogo
Mamadou Ouédraogo (* 1906 in Ouahigouya, Obersenegal und Niger, heute Burkina Faso; † 9. September 1978 ebenda) war ein Beamter und Politiker aus Obervolta, dem heutigen Burkina Faso.
Ouédraogo stammt mütterlicherseits aus der Herrscherfamilie des Reiches Yatenga.
Von 1948 bis 1955 war Ouédraogo als Abgeordneter für die Kolonie Obervolta in der französischen Nationalversammlung. Seinen Sitz erlangte er über die Liste der profranzösischen Union pour la défense des intérêts de la Haute-Volta. Ouédraogo stimmte im Parlament unter anderem für die Aufnahme der Bundesrepublik Deutschland in die NATO.
Er verzichtete auf eine Kandidatur anlässlich der Wahlen von 1956 und beendete seine politische Laufbahn.